# Кунаев, Жавдат Сабирович
Жавдат Сабирович Кунаев (род. 7.3.1927, с. Баязитово, Аргаяшский кантон, Башкирской АССР, РСФСР, СССР (ныне Кунашакский район Челябинской области, Россия) — советский и казахстанский геолог, доктор геолого-минералогических наук (1974), профессор (1981), заслуженный деятель науки Казахстана (1984).

## Биография
Окончил Казахский горно-металлургический институт (1950). В 1950—1964 годы аспирант, младший научный сотрудник Института геологии АН Казахстана. В 1964—1969 годы заведующий сектором Казахского научно-исследовательского института минерального сырья, В 1974—1979 годы ученый секретарь, доцент, заведующий сектором Института геологии. В 1970—1974 годы доцент, а с 1979 года заведующий кафедрой КазПТИ (ныне КазНТУ).Член-корреспондент АН КазССР

## Научные труды
В научных трудах Кунаев обосновывается новое направление в оценке полезных ископаемых в перспективных региональных геологических структурах Казахстана.
- Недра Казахстана, А., 1968 (соавт.);
- Металлогеническая и геохимическая зональность территории Казахстана, А., 1976.

## Награды и звания
- Лауреат премии АН Казахстана им. Ш.Уалиханова (1971).
- Заслуженный деятель науки Казахстана (1984).